# NGC 3974
NGC 3974 (również PGC 37452) – galaktyka spiralna z poprzeczką (SB0-a), znajdująca się w gwiazdozbiorze Pucharu. Odkrył ją John Herschel 9 marca 1828 roku.